# Anke Klein
A.P.H. (Anke) Klein (Heerlen, 2 mei 1978) is een Nederlandse ambtenaar, diplomaat, bestuurder en D66-politicus.

## Biografie
Klein studeerde van 1996 tot 2002 aan de Universiteit Leiden en behaalde haar master in internationaal en Europees recht. Van 2002 tot 2009 was zij senior beleidsadviseur en wetgevingsjurist en van 2009 tot 2011 projectmanager vestigingsklimaat financiële markten op het ministerie van Financiën.
Klein was van 2011 tot 2016 financieel attaché van de Permanente Vertegenwoordiging van Nederland bij de Europese Unie. Van 2016 tot 2018 was zij programmamanager innovatie en financiële technologie bij De Nederlandsche Bank. Zij was onder andere voorzitter van de Haagse afdeling van D66 en kandidaat voor D66 bij de Europese Parlementsverkiezingen 2014.
Klein was van 7 juni 2018 tot 9 juni 2022 namens D66 wethouder van Utrecht met in haar portefeuille Financiën, Cultuur, Onderwijs, Wijkgericht werken en participatie, Erfgoed, Wijk Oost en Wijk Binnenstad.
- Gemeinsame Normdatei: 132073080
- Virtual International Authority File: 42988779
- WorldCat: E39PBJfRxm7dYx6w9HYdqThPwC